# Culture de Conelle
Subdivisions
- phase archaïque
- phase classique

Objets typiques
Poterie caractéristique
La culture de Conelle est une culture archéologique qui caractérise une partie de l'Italie centrale durant le IVe et le début du IIIe millénaire av. J.-C. Elle est éponyme du site de Conelle près d'Arcevia dans les Marches. Elle correspond au début du Chalcolithique de cette région.
lorsqu'elle a été définie par S.M. Puglisi, elle a été associée à la culture d'Ortucchio,. Les poteries des deux cultures présentent en effet beaucoup d'affinités. Cependant, les nombreuses différences conduisent désormais à les distinguer.

## Le site de Conelle di Arcevia
Conelle a été identifié par A. Monti en 1879 lors de la réalisation d'une route. Les premières fouilles scientifiques menées par E. Brizio se sont déroulées en 1890,.
Le matériel issu de ces premières recherches a été reconsidéré juste après la seconde guerre mondiale par M. O. Acanfora. De nouvelles fouilles ont été menées par S. M. Puglisi à partir de 1958 et au cours des années 60.
L'ensemble de ces recherches s'est concentré sur un fossé qui délimite un des côtés de l'occupation. Il mesure 120 m de long et 6,95 m de profondeur maximum. Le reste du site est érodé. Aucune structure n'y est conservé. Ce sont donc les différentes couches de remplissage du fossé qui ont livré les éléments permettant de caractériser la culture de Conelle.

## Chronologie et répartition géographique

### Chronologie
La principale série de datations a été réalisée sur des ossements d'animaux issus du fossé de Conelle. Cette culture se développe entre 3800 et 2900 av. J.-C..
Une évolution dans les décors des poteries des différents niveaux du fossé de Conelle permet de définir une phase archaïque et une phase classique.

### Répartition géographique et influences
Les sites de cette culture sont concentrés dans les Marches. On en retrouve des influences dans la forme et les décors des poteries d'autres régions, par exemple en Romagne, dans le site de la Tanaccia di Brisghella et en Toscane à Belverde di Cetona ou encore dans des villages de la région de Rome,.

## Mode de vie
L'élevage avait une grande importance. Les bovins sont proportionnellement abondants. Leur rôle éventuel comme animaux de trait pour les travaux des champs est possible. Une partie d'entre eux était en effet tuée à un âge avancé, ce qui ne serait pas cohérent pour des animaux de boucherie. 
À Conelle, les porcs représentent 60 % des espèces animales domestiques.
Dans l'ensemble de cette culture, la chasse était encore très largement pratiquée, notamment celle du cerf et du sanglier et dans une moindre mesure de l'ours. 
L'agriculture n'est attestée que par des données indirectes, par exemple par la présence de meules.
La population de cette culture pratiquait également d'autres activités, comme l'atteste la présence de différentes productions techniques (objets en métal, en roche taillée, etc.).

## Occupation du territoire et habitat
Les sites se développent dans les collines et les plaines entre les contreforts des Apennins et la mer Adriatique.
Les villages sont surtout connus par des ramassages de surface ou des sondages. L'architecture des maisons est donc inconnue.
Le fossé de Conelle est supposé avoir eu une fonction défensive. Cette fonction est cependant très discutable. Bien que très profond, son remplissage a été rapide. En outre, les autres côtés du site n'étaient visiblement pas fortifiés. Enfin, un relief abrupt domine cette occupation.

## Productions matérielles

### Céramique
Plusieurs catégories de récipients ont été identifiées. On trouve notamment des écuelles et des vases tronconiques à parois convexes avec bec ou versoir munis d'anses verticales placées près du bord. Des écuelles carénées, des vases ovoïdes et en forme d'askos avec des anses verticales en ruban sont documentées. On trouve enfin des vases-bouteilles et des vases biconiques.
Durant la phase archaïque, le décor est constitué d'applications d'argile et de listels de pâte trainée, de sillons irréguliers et d'impressions digitales. Durant
la phase classique, se développent des ornements en bandes pointillées non délimitées ou en rosettes de points disposées de façon variée. Ces décors ont alors tendance à couvrir tout le vase.

### Outillage en roche taillée
Les gisements de silex de la Scaglia rossa (it) des Marches ont été abondamment exploités. 
À Conelle, cette matière première a été utilisée pour la réalisation de pointes de flèche, de pointes de lance et de poignards. Seule la tracéologie permet de distinguer ces différents types d'objets car il y a une continuité dimensionnelle entre les pointes de flèche et les poignards et leur morphologie est comparable.

### Outillage en pierre polie
Les haches-marteaux ou « haches en fer à repasser » sont nombreuses. Elles sont attestées à Conelle où au moins une partie d'entre elles est réalisée dans des roches locales. Les haches de combat sont moins fréquentes. On connaît également une tête de massue sphérique.

### Métallurgie
Les objets en métal et les preuves d'activités métallurgiques sont rarissimes. Quelques éléments en cuivre ont été découverts dans le remplissage du fossé de Conelle, par exemple deux poinçons,.
Toutefois, les analyses tracéologiques ont montré que l'utilisation des outils en métal était plus importante que leur rareté ne le laisse supposer. Des traces laissées par l'emploi d'outils en métal sont par exemple visibles sur des objets en os,.

### Autres productions
L'analyse des outils en os montre leur emploi intensif, marqué par de fréquentes phases de ravivages. Parmi ces outils, on trouve un poignard en os à Conelle mais aussi d'autres objets et des éléments en canine de sanglier ou de porc. Ces canines ont servi d'éléments de parure. À Conelle, une figurine plate en bois de cerf a également été découverte.
D'autres productions n'ont laissé que des traces indirectes. C'est le cas des tissages, connus uniquement par des fusaïoles au décor incisé.

## Pratiques funéraires et rituelles
L'attribution de certaines sépultures à la culture de Conelle est délicate, faute d'objets caractéristiques associés aux défunts. Ainsi, à Vescovara di Osimo on connaît plusieurs tombes en fosse et une sépulture double dans lesquelles a été découvert un armement varié (hache-marteau, poignard et pointes de flèches). Cependant, aucun élément ne permet d'associer clairement ce site à la culture de Conelle.
Dans certains cas, l'attribution des sites est ambiguë. Les hypogées avec puits d'accès de Fontenoce di Recanati sont par exemple parfois associés à la culture de Rinaldone. Dans plusieurs sépultures, les os des anciens inhumés sont repoussés au fond des caveaux pour laisser la place à un nouveau défunt.

## Sites principaux
L'ensemble des sites connus se situe dans les Marches.
- Attiggio 4
- Berbentina di Sassoferrato[21]
- Cava Giacometti
- Conelle di Arcevia
- Fontenoce di Recanati
- La Svolta - via Duomo à Recanati
- Pianacci di Genga
- Vescovara di Osimo